# Ниобийтрирутений
Ниобийтрирутений — бинарное неорганическое соединение
ниобия и рутения
с формулой NbRu3,
кристаллы.

## Получение
- Спекание стехиометрических количеств чистых веществ:

{\displaystyle {\mathsf {Nb+3Ru\ {\xrightarrow {1540^{o}C}}\ Ru_{3}Nb}}}

## Физические свойства
Ниобийтрирутений образует кристаллы
гексагональной сингонии,

параметры ячейки a = 0,2750 нм, c = 0,4418 нм, Z = 0,5
.
Соединение образуется по перитектической реакции при температуре 1540°С и имеет область гомогенности шириной ≈2 ат.% рутения.
В соединении, синтезированном при повышенном давлении давлении обнаружены ещё две фазы:
- кубическая сингония, параметры ячейки a = 0,388 нм, Z = 1, структура типа тримедьзолота AuCu3;
- гексагональная сингония, параметры ячейки a = 0,274 нм, c = 0,440 нм, Z = 0,5[3].

При температуре ~13 К происходит переход в сверхпроводящее состояние.